# 衛桓公
衞桓公（？—前719年），姬姓，名完，是衞前莊公、側室戴媯之子，卫君州吁、衞宣公之兄，在位十六年。
衞桓公十六年，其弟公子州吁派人殺死他，夺取君位。

## 影视形象
- 1996年上映的电视剧《东周列国·春秋篇》中，衛桓公由袁洪启飾演。

| 前任： 父衞前莊公 | 衞國君主 前734年 - 前719年 | 繼任： 弟卫君州吁 |